# Batalha de Gabbard
A Batalha de Gabbard, também conhecida como Batalha do banco de areia Gabbard, Batalha do Cabo Norte ou como a segunda Batalha de Nieuwpoort, foi um conflito naval da Primeira Guerra Anglo-Holandesa que ocorreu de 2 a 3 de junho de 1653 (12-13 de junho de 1653 no calendário gregoriano). Ela ocorreu perto do banco de areia Gabbard, na costa de Suffolk, Inglaterra, entre as frotas da Comunidade da Inglaterra e da República Holandesa. O resultado foi uma vitória significativa dos ingleses. Em holandês, a batalha é conhecida como Zeeslag bij Nieuwpoort.

## A batalha
A frota inglesa tinha 100 navios comandados pelos generais no mar George Monck, 1.º Duque de Albemarle e Richard Deane e os almirantes John Lawson e William Penn. Os holandeses tinham 98 navios comandados pelo tenente-almirante Marteen Tromp e pelo vice-almirante Witte de With, divididos em cinco esquadrões. Em 2 de junho de 1653, os holandeses atacaram, mas foram derrotados porque os ingleses empregaram táticas de linha de batalha, fazendo com que os holandeses pagassem um alto preço por tentarem a abordagem. A frota holandesa, composta por navios mais leves, foi severamente danificada e perdeu dois navios.
A frota de Tromp foi organizada principalmente para o combate à violência. Seus navios eram tripulados com uma proporção muito maior de soldados para essa finalidade do que os ingleses, cujos métodos empregavam o uso de armas pesadas superiores e com fogo de mosquete. Isso poderia sobrecarregar os conveses superiores do inimigo, com atenção voltada para os oficiais, seguida de agarramento e abordagem, com o objetivo de deixar relativamente poucos tripulantes abaixo do convés, que seriam dedicados a operar os canhões. Tromp também se baseou muito mais no uso de navios de fogos para acabar com os navios danificados ou inoperantes, confiando em sua habilidade marítima superior e experiência para manobrar melhor que os ingleses, de modo a concentrar toda a sua força em uma única divisão.

Batalha de Gabbard (1653)

Em 3 de junho, os ingleses se juntaram ao almirante Robert Blake, mas Tromp decidiu tentar novamente um ataque direto, embora seus navios estivessem praticamente sem munição. Uma súbita calmaria, no entanto, tornou seus navios alvos fáceis para os superiores canhões ingleses. Os holandeses foram derrotados, os ingleses os perseguindo até bem tarde da noite, capturando muitos navios holandeses. A batalha terminou com os holandeses perdendo no total vinte navios, dos quais nove foram afundados e onze capturados. Os ingleses não perderam navios, mas Richard Deane foi morto. Taticamente, essa foi a pior derrota da história naval holandesa, com exceção da Batalha de Lowestoft. Estrategicamente, a derrota ameaçava ser desastrosa.
A vitória significou que o controle inglês sobre o Canal da Mancha, recuperado pela Batalha de Portland em março, após ter sido perdido na Batalha de Dungeness, foi agora estendido para o Mar do Norte. Após a batalha, os ingleses impuseram um bloqueio na costa holandesa, capturando muitos navios mercantes e paralisando a economia do país. As frotas se encontraram novamente em 29-31 de julho de 1653 (calendário gregoriano de 8-10 de agosto de 1653) na Batalha de Scheveningen.
Os relatos da batalha foram lidos em Londres com grande exclamação. A batalha vitoriosa foi a primeira grande ação naval que a Inglaterra travou desde o reinado de sabel I.

## Navios envolvidos

### Inglaterra
Esquadrão vermelho
| Divisão de Van - Triumph, 62 (nau capitânia do vice-almirante James Peacock) - Laurel, 48 - Bear, 46 - Adventure, 40 - London, 40 - Mary, 37 - Heartsease, 36 - Hound, 36 - Providence, 33 - Hannibal, 44 (comerciante contratado) - Thomas e William, 36 (comerciante contratado) - Anne e Joyce, 34 (comerciante contratado) | Divisão Central - Resolution, 88 (nau capitânia dos generais no mar George Monck e Richard Deane) - Worcester, 50 - Advice, 42 - Diamond 42 - Marmaduke, 42 (comandado por Edward Blagg de Plymouth) - Pelican, 40 - Sapphire, 38 - Mermaid, 26 - Martin, 14 - Fortune, 10 - Fox, 10 - Renown, 10 - Golden Fleece, 44 (comerciante contratado) - Society, 44 (comerciante contratado) - Malaga Merchant, 36 (comerciante contratado) - Loyalty, 34 (comerciante contratado) | Divisão Traseira - Speaker, 56 (nau capitânia do Contra Almirante Samuel Howett) - Sussex, 46 - Tiger, 40 - Violet, 40 - Sophia, 38 - Guinea, 34 - Falmouth, 26 - Phoenix, 34 (comerciante contratado) - Hambro' Merchant, 34 (comerciante contratado (capitaneado por William Pestell) - Four Sisters, 30 (comerciante contratado) |

### Holanda
98 navios - dos quais 6 afundados e 11 capturados
- Brederode, 54 (nau capitânia do Almirante Tromp)